# Karl Schott (Jurist)
Karl Christian Schott (* 26. November 1834 in Ulm; † 15. Juli 1917 ebenda) war ein deutscher Jurist.

## Leben
Schott war der Sohn eines Justizbeamten und evangelischer Konfession. Er studierte von 1852 bis 1859 Rechtswissenschaft in Tübingen und Heidelberg. Seit 1853 war er Mitglied der Burschenschaft Germania Tübingen, der schon sein Vater angehörte.
Er war als Rechtsanwalt in Stuttgart tätig und 1866 einer der Mitgründer der nationalliberalen Deutschen Partei in Württemberg. Von 1867 bis 1895 war er Stadtrat in Stuttgart. Er war Mitbegründer, Aufsichtsrat und Rechtsberater des Allgemeinen Deutschen Versicherungs-Vereins in Stuttgart. 
Seit 1888 war er ständisches Mitglied des württembergischen Staatsgerichtshofs.